# 부곡동 (군포시)
부곡동은 군포시의 법정동이다. 행정동은 군포동과 송부동으로 나뉘어있다. 의왕시의 부곡과 하나의 지역으로 여겨지곤 한다.